# Nội gia quyền
Nội gia quyền, tên chữ Hán: 內家, đọc bính âm Nèijiā, danh từ này được người Trung Hoa dịch sang tiếng Anh là "Internal style" (trái ngược lại danh từ Ngoại gia quyền, (chữ Hán: 外家, đọc bính âm: Wàijiā) được dịch sang tiếng Anh là "External style" hay "External family"), là tên một loại quyền thuật do Trương Tam Phong sáng tạo có nhiều đường nét rất giống Thái cực quyền khiến cho người đời sau ngộ nhận đây chính là Thái cực quyền nguyên thủy rồi gán cho ông là sư tổ sáng tạo ra Thái cực quyền, Hình ý quyền, Bát quái chưởng là ba môn quyền của trường phái Nội gia quyền.